# شیمودا ایچیرو
شیمودا ایچیرو (به ژاپنی: 島田 一郎 Shimada Ichirō)؛ ۱ ژانویهٔ ۱۸۴۸ – ۲۷ ژوئیهٔ ۱۸۷۸) سامورایی در دوره ادو و اوایل دوره میجی اهل ژاپن بود. وی پسر یک آشیگارو (سرباز پیاده) در قلمروی کاگا بود شهرت وی به علت رهبری گروه قاتلان سیاستمدار قدرتمند اصلاحات میجی، اوکوبو توشیمیچی در ۱۴ مه ۱۸۷۸ در طی حادثه کی‌اوی ساکا بود. پس از ترور، او و دیگر تروریست‌ها خود را درگیر کردند و در ماه ژوئیه همان سال اعدام شدند.